# Storsund
Storsund este o arie protejată (arie specială de conservare — SAC, sit de importanță comunitară — SCI) din Suedia întinsă pe o suprafață de 137,6 ha, integral pe uscat.

## Localizare
Centrul sitului Storsund este situat la coordonatele 57°33′56″N 18°46′48″E / 57.5655°N 18.78°E.

## Înființare
Situl Storsund a fost declarat sit de importanță comunitară în decembrie 1995 pentru a proteja 1 specie de plante. Situl a fost protejat și ca arie specială de conservare în martie 2011.

## Biodiversitate
Situată în ecoregiunea boreală, aria protejată conține 4 habitate naturale: Mlaștini alcaline, Ape puternic oligomezotrofe cu vegetație bentonică cu Chara spp., Mlaștini calcaroase cu Cladium mariscus și specii de Caricion davallianae, Taiga vestică.
La baza desemnării sitului se află o specie protejată de  plante: moșișoare (Liparis loeselii).